# MIAT Mongolian Airlines

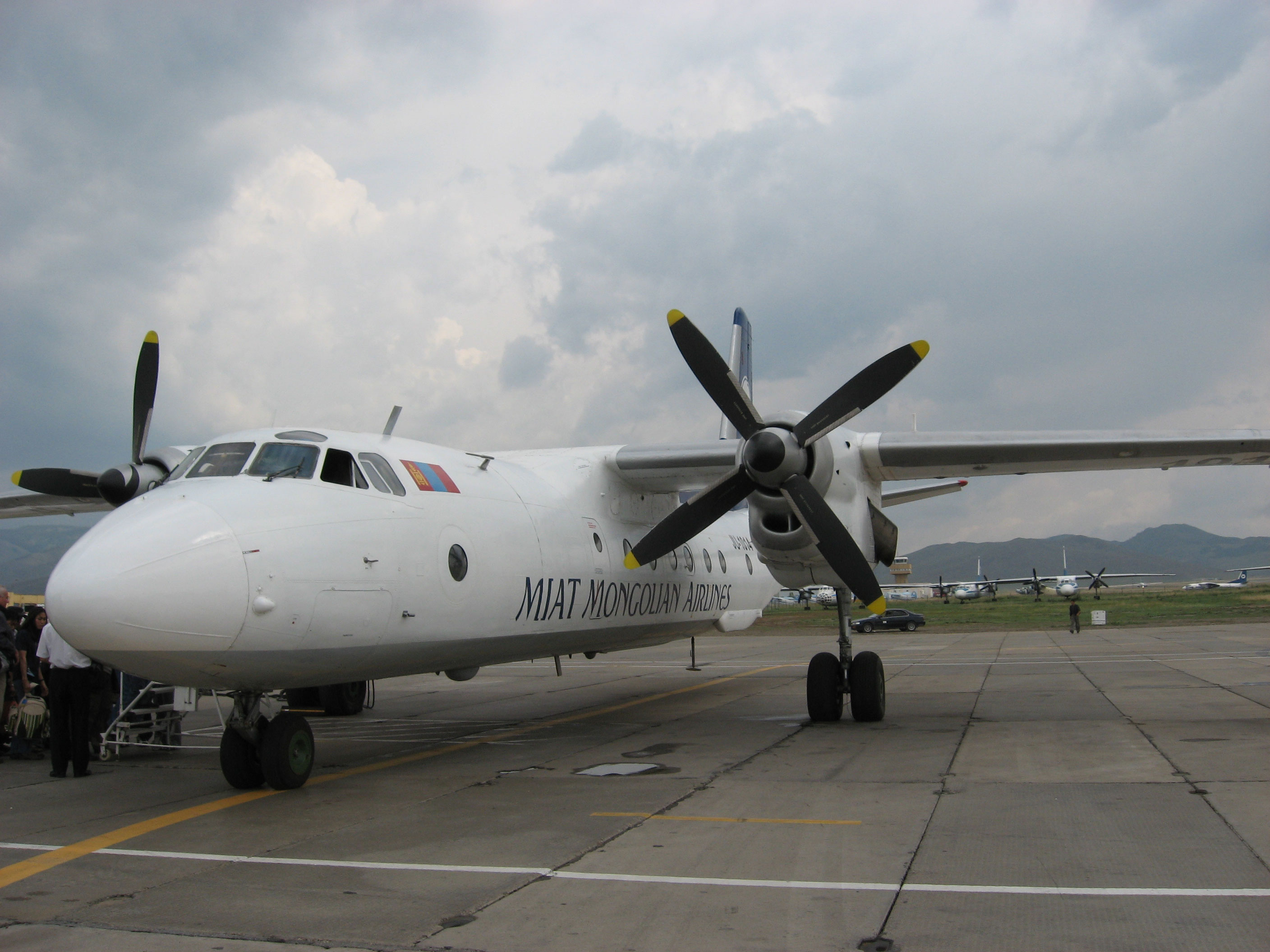
MIAT Mongolian Airlines Ан-26 в 2007 году. Самолёт пригоден к использованию и стоит на хранении в Международном аэропорту Чингисхан

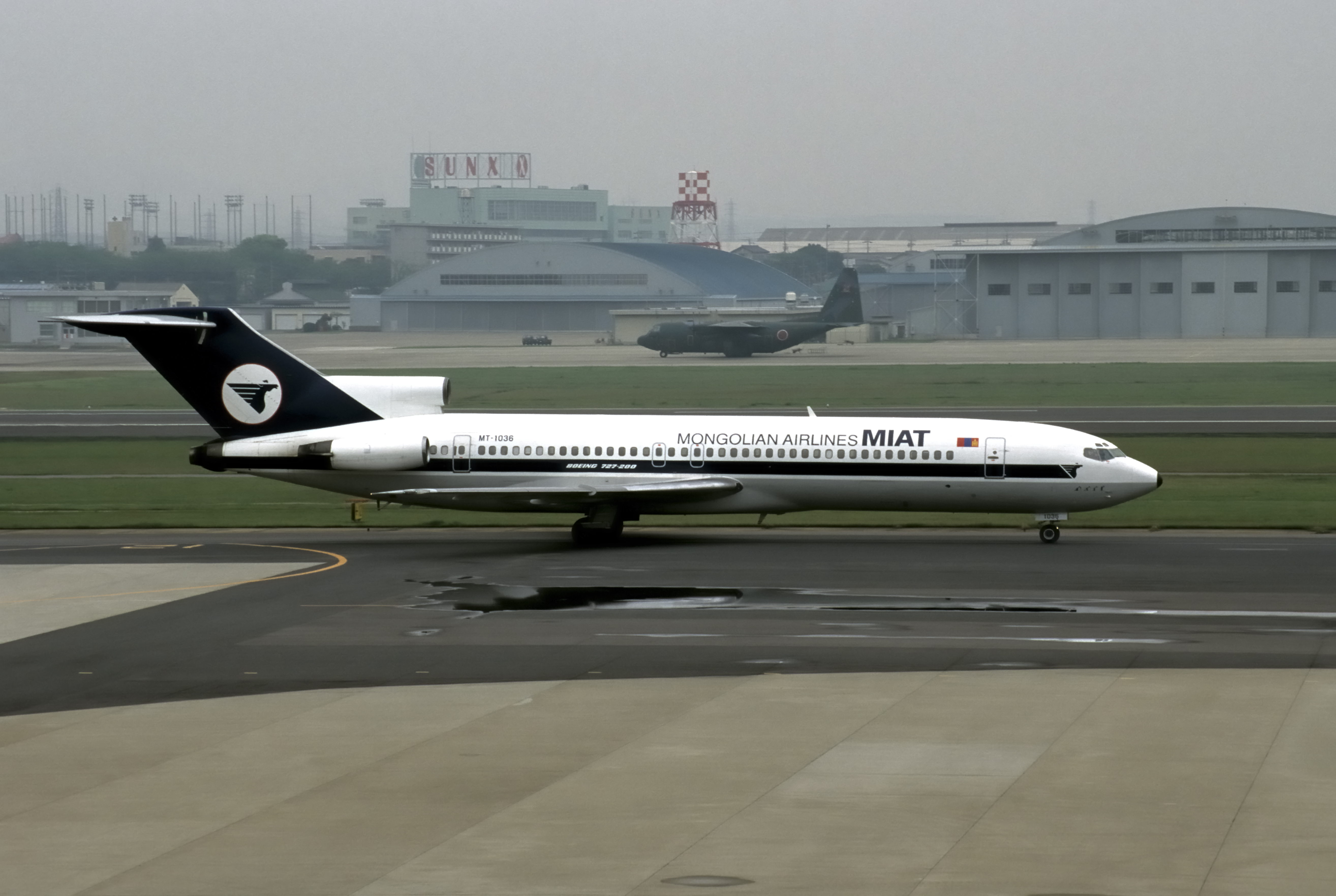
Mongolian Airlines Boeing 727-281 в старой ливрее.

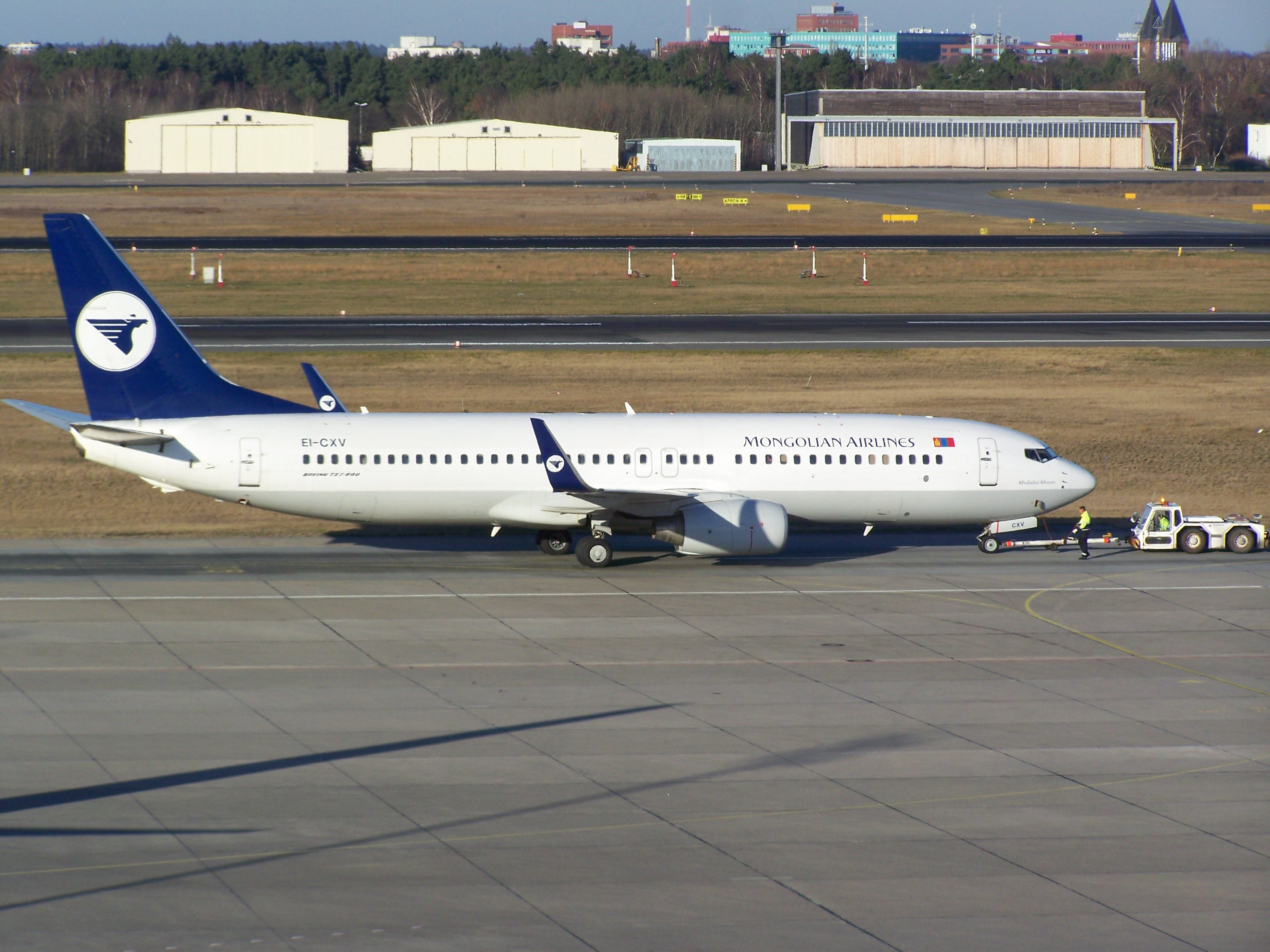
Boeing 737-800 MIAT Mongolian Airlines после посадки в Международном аэропорту Тегель в Берлине, Германия. (2008 год)

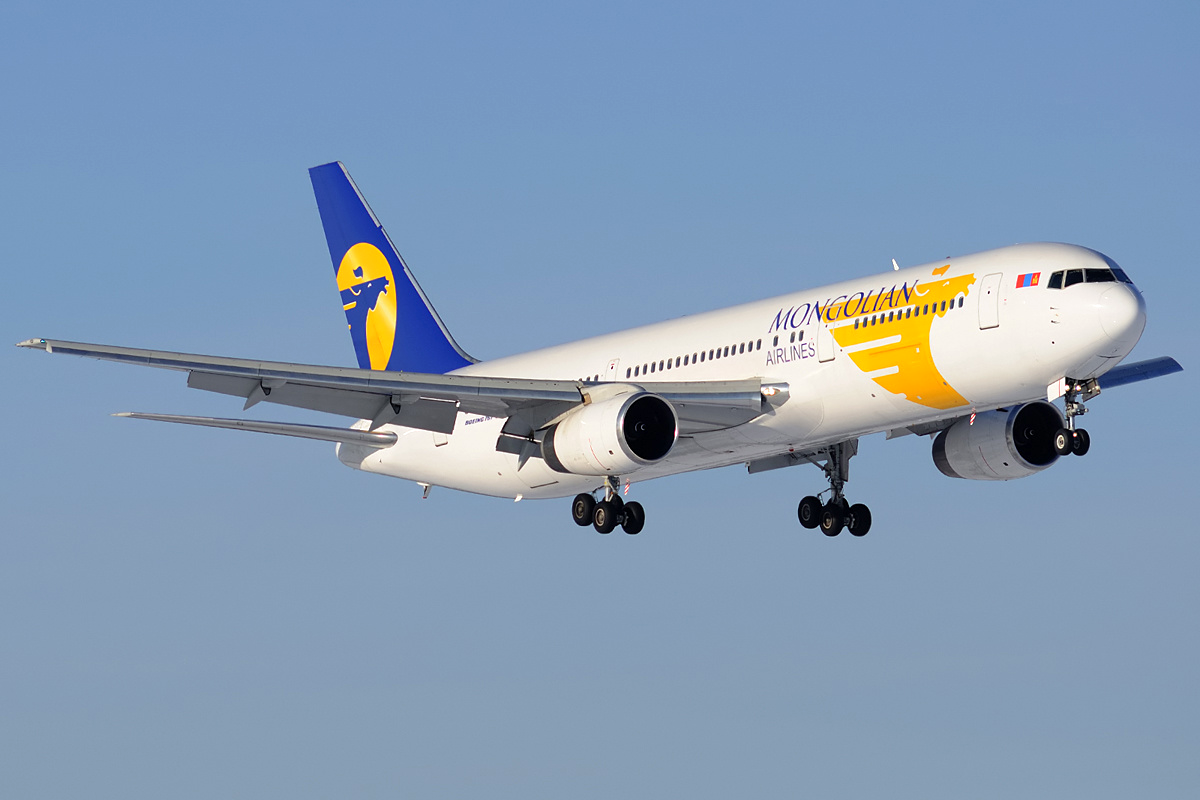
Boeing 767-300ER Монгольских авиалиний перед посадкой в Международный аэропорт Шереметьево в 2012 году.

MIAT - Mongolian Airlines (монг. МИАТ - Монголын Иргэний Агаарын Тээвэр - Монгольский Гражданский Воздушный Транспорт) — национальный авиаперевозчик Монголии, базируется в Улан-Баторе. Выполняет международные рейсы по 11 направлениям, владеет 7 самолётами. Портом приписки является Международный аэропорт Чингисхан, расположенный в Улан-Баторе. В 2009 году авиакомпания перевезла около 600 000 пассажиров (из них половину по международным направлениям).

## История

### МНР
Компания была основана в 1956 году. Она начала свою деятельность при помощи Аэрофлота и начала полёты 7 июля 1956 с использованием самолётов Ан-2 из Улан-Батора в Иркутск. Авиакомпания также использовала самолёты Ли-2 для полётов по международным направлениям, таким, как Пекин и Москва. В 1960-х и 1970-х годах авиакомпания получила турбовинтовые Ан-24 и Ан-26. В конце 1970-х в компании начал использоваться Ту-154.

### После Демократической революции
В 1992 году были закуплены пять китайских самолётов Y-12, а также корейский Boeing 727-200. Следующий Boeing 727-200 был закуплен в 1994 году. Первый Airbus A310 был передан в финансовый лизинг в 1998 году, и новый Boeing 737 был сдан в аренду в 2003 году для замены стареющего флота 727-200. Начиная с 2003 года до 2008 года, самолёты Ан-24 и Ан-26 постепенно были выведены из эксплуатации. В апреле 2008 года MIAT получил свой второй Boeing 737-800 самолётов в аренду от CIT Aerospace.
С 12 ноября 2007 года на рейсы начинают выполняться по электронным билетам.
В июле 2008 года MIAT прекратила полёты на внутренних рейсах. В июне 2009 года авиакомпания временно возобновила регулярные внутренние рейсы в Мурен и Ховд используя свои самолёты Boeing 737-800.
В конце 2009 года MIAT начала чартерные рейсы в Гонконг и Санья, Хайнань. В 2010 году во время ремонтных работ было повреждено крыло Airbus A310, вследствие чего самолёт был отстранен от полётов, хотя были проведены надлежащие технико-ремонтные работы по устранению данного повреждения. В июне 2010 года рейсы авиакомпании были заблокированы из-за забастовки механиков, которые выразили несогласие с решением об увольнении технического директора. Тем не менее, ситуация была решена заменой генерального директора и технического директора. В 2010 году Airbus A310 передали на короткое время на учёт Министерства Обороны Монголии, но скоро был возвращён обратно. В 2011 году, авиакомпания официально заявила о приостановлении использовании Airbus A310 после 13 лет эксплуатации и о выставлении самолёта на продажу.

### Современный период
В начале 2011 года были взяты в аренду два Boeing 767-300ER ранее эксплуатировавшиеся в китайских авиакомпаниях до 2013 года. Первый самолёт вошёл в эксплуатацию в мае 2011 года, второй в ноябре 2011 года.
В июне 2011 года начались регулярные рейсы в Гонконг. Компания также заказала три самолёта Boeing 767-300ER и два Boeing 737-800s, которые были доставлены в период с 2013-2014 года. Также в 2014 году начались рейсы в Сингапур, но были приостановлены после шести месяцев из-за убытков. MIAT первый раз за последние 2 десятилетия закупила самолёты непосредственно от производителя, вместо лизинга который практиковался последние годы.
Открыты беспосадочные перелёты в западную Европу (Берлин) на самолётах Боинг 767-300ER. Компания приостановила внутренние перевозки кроме постоянных чартерных рейсов в Оюу-Толгой (Ханбогд).

## Маршрутная сеть
Перечень пунктов назначения (страны, города) регулярных и сезонных рейсов авиакомпании «MIAT - Mongolian Airlines» по состоянию на 2013 год в алфавитном порядке. Ныне все внутренние маршруты законсервированы. В таблицу не включены чартерные маршруты (см. здесь).
Цветами в таблице отмечены:
 Законсервированные направления
 Новые направления

## Флот
По состоянию на сентябрь 2022 года флот авиакомпании состоит из следующих типов ВС.
В сентябре 2019 года подписано соглашение с Air Lease corporation о поставке в лизинг самолёта Boeing 787-9 Dreamliner в мае 2021 года
| Самолёт                 | В эксплуатации | Заказано | Количество мест | Количество мест | Количество мест | Примечания                   |
| Самолёт                 | В эксплуатации | Заказано | C               | Y               | Всего           | Примечания                   |
| ----------------------- | -------------- | -------- | --------------- | --------------- | --------------- | ---------------------------- |
| Boeing 737-800          | 3              | —        | 12              | 150             | 162             |                              |
| Boeing 737-800          | 3              | —        | 12              | 162             | 174             |                              |
| Boeing 737 MAX 8        | 1              | 3        | 12              | 150             | 162             | Начало поставок в 2019 году. |
| Boeing 767-300ER        | 1              | —        | 18              | 245             | 263             |                              |
| Boeing 767-300ER        | 1              | —        | 25              | 195             | 220             |                              |
| Boeing 787-9 Dreamliner | 1              | —        | 16              | 21-276          | 313             | Поставка в мае 2021 года     |
| Всего                   | 7              | 3        |                 |                 |                 |                              |

### Ранее эксплуатировавшиеся
- Airbus A310-300
- Ан-2
- Ан-24
- Ан-26
- Ан-30
- Boeing 727-200
- Boeing 737-700
- Harbin Y-12
- Ил-14
- Ка-26
- Ми-4
- Ми-8
- По-2
- Ту-154
- Як-12

## Галерея

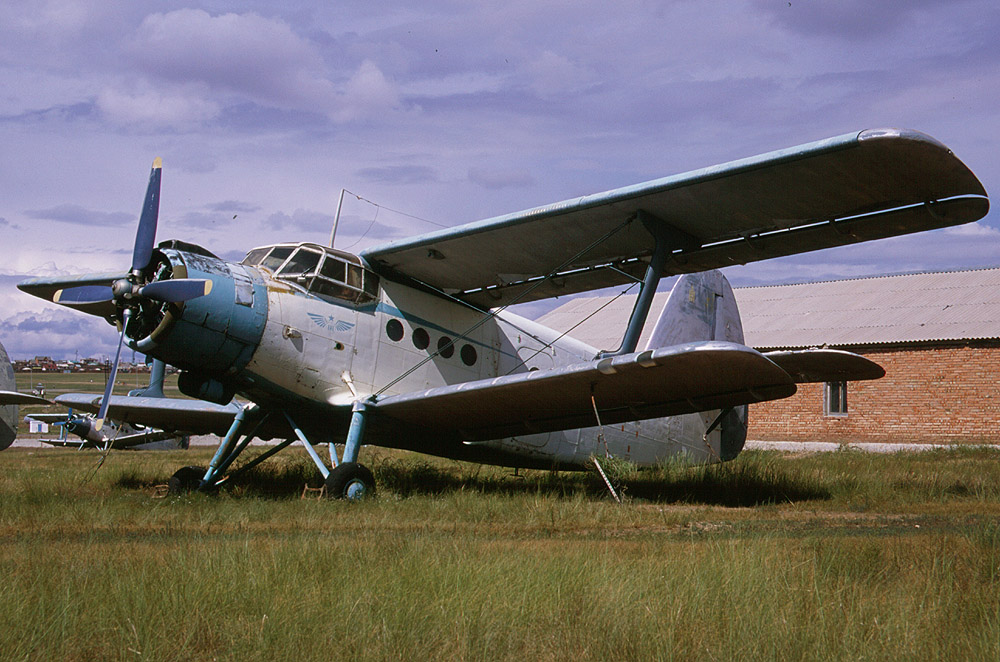
Ан-2
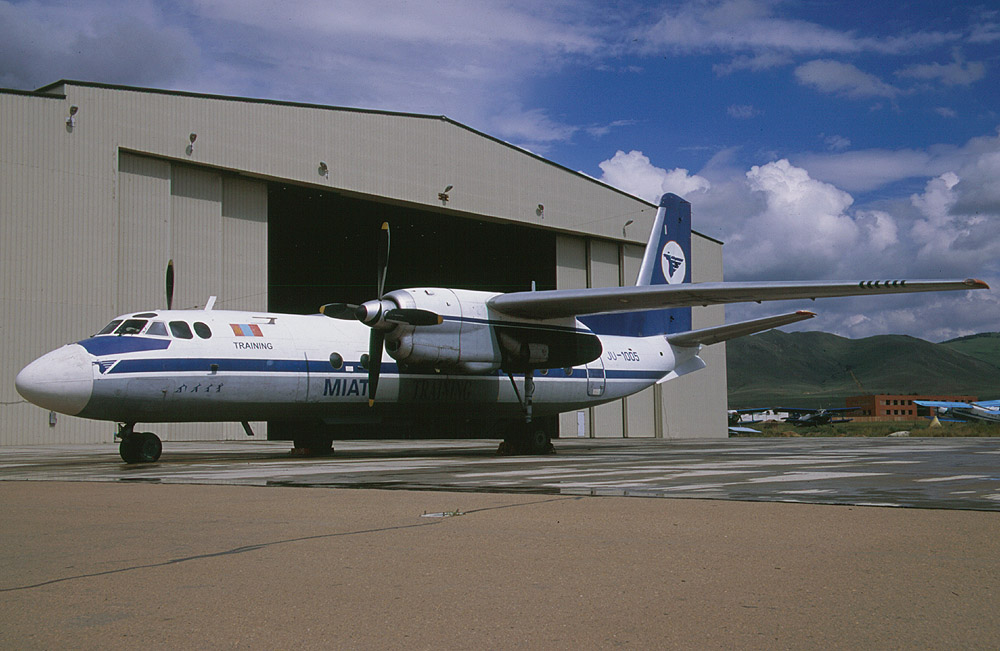
Ан-24
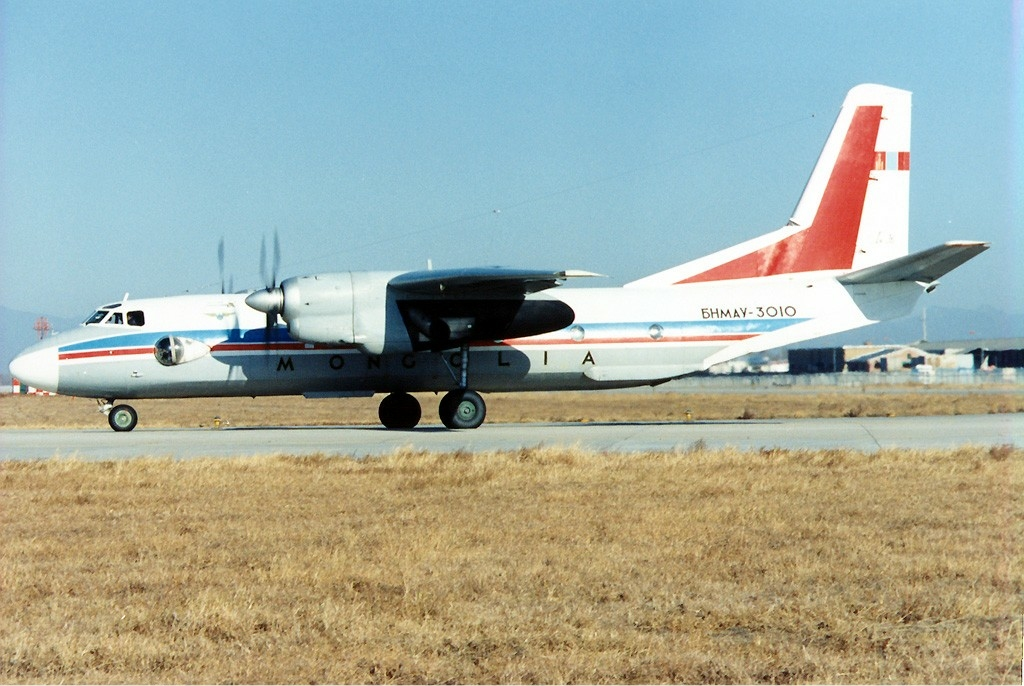
Ан-26 (в старой раскраске)
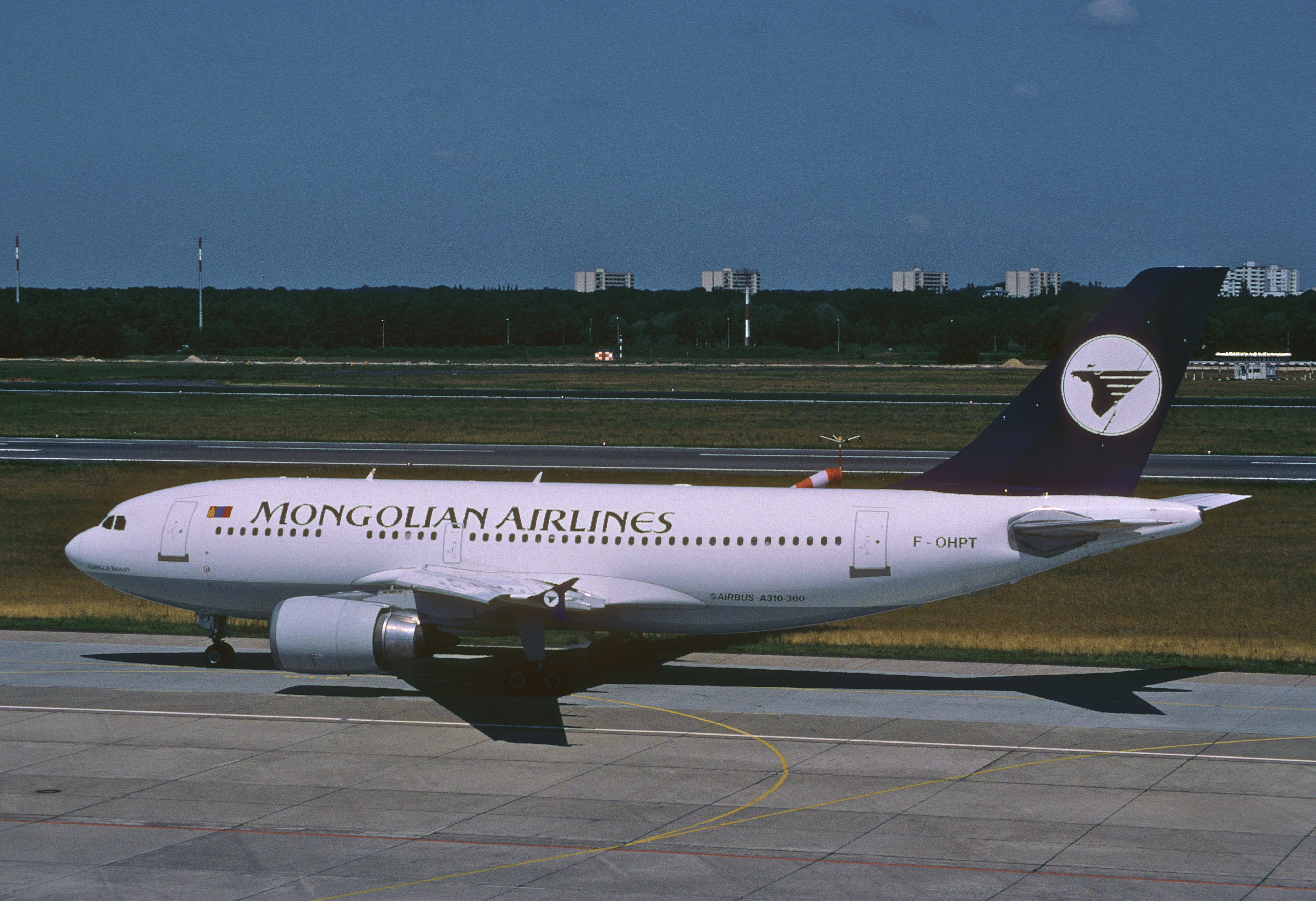
Airbus A310-304
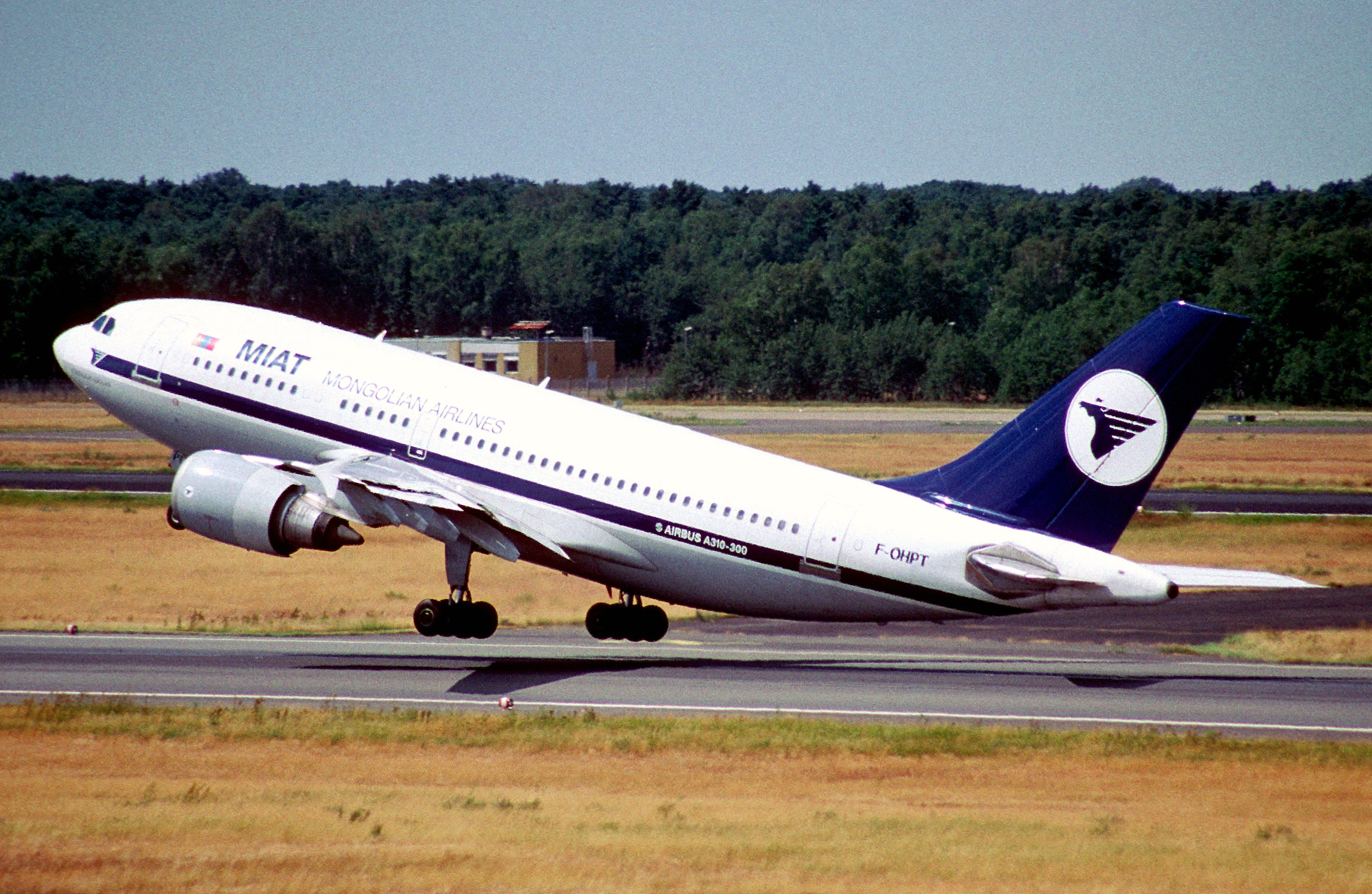
Airbus A310-304
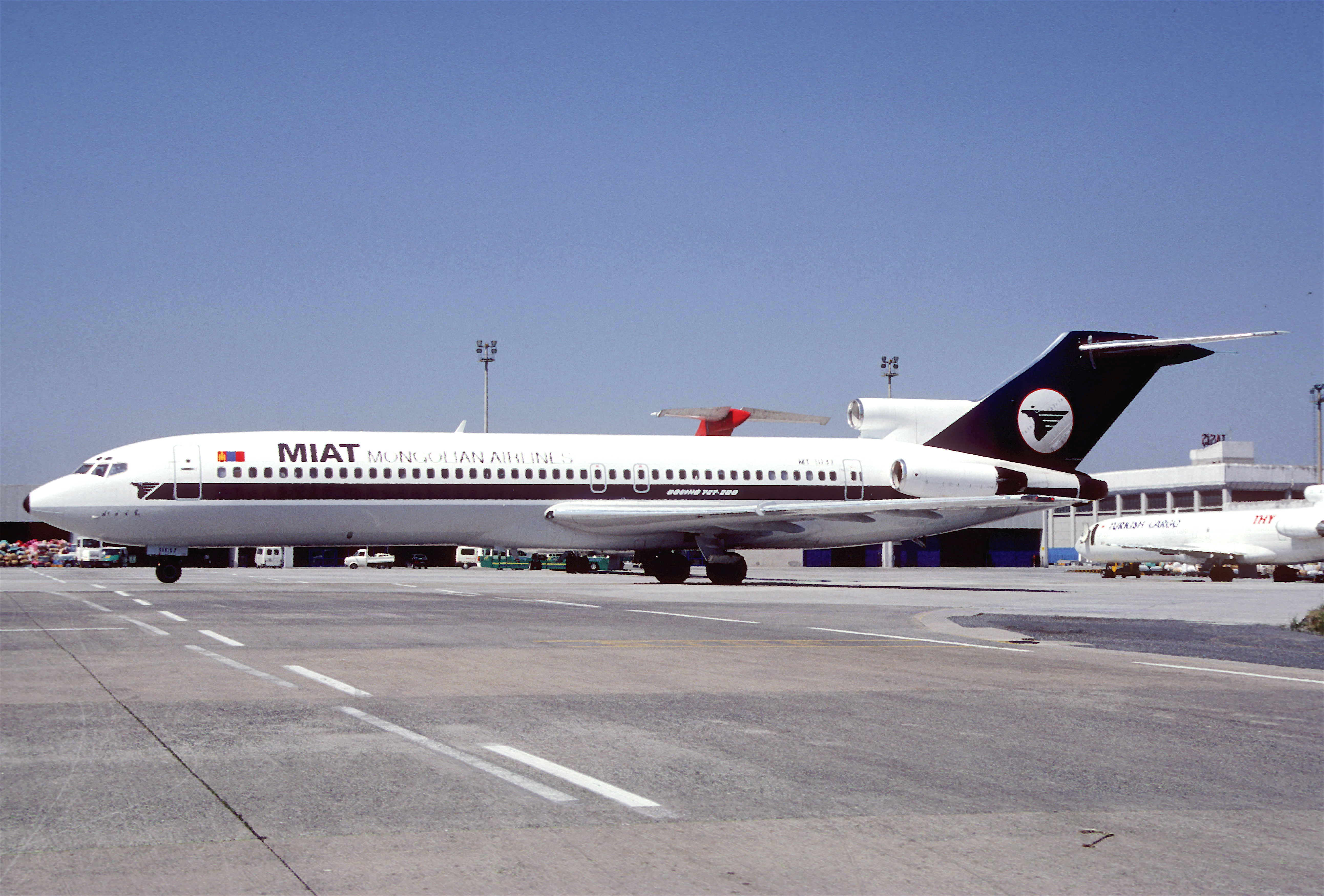
Boeing 727-281
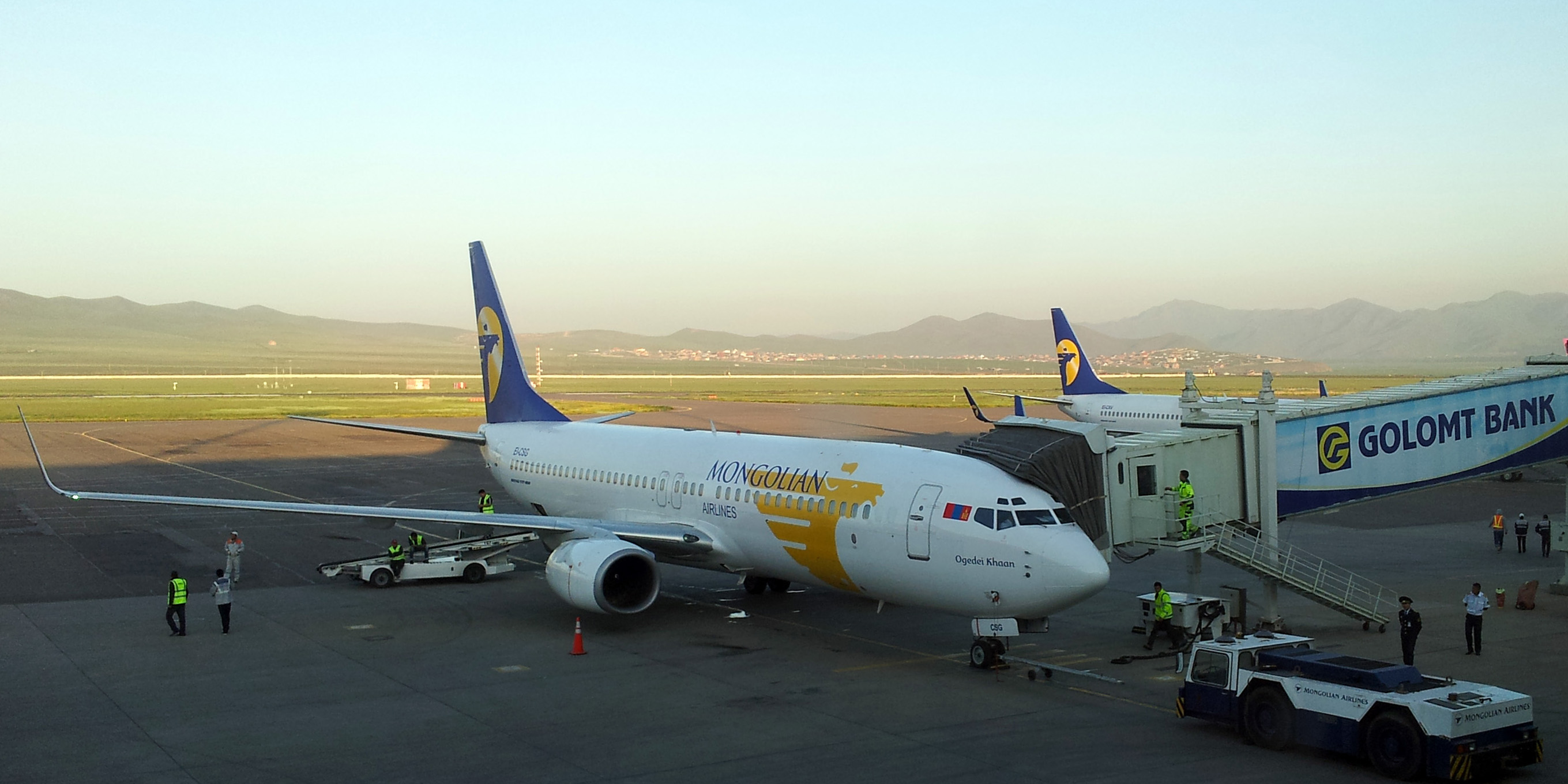
Boeing 737-800
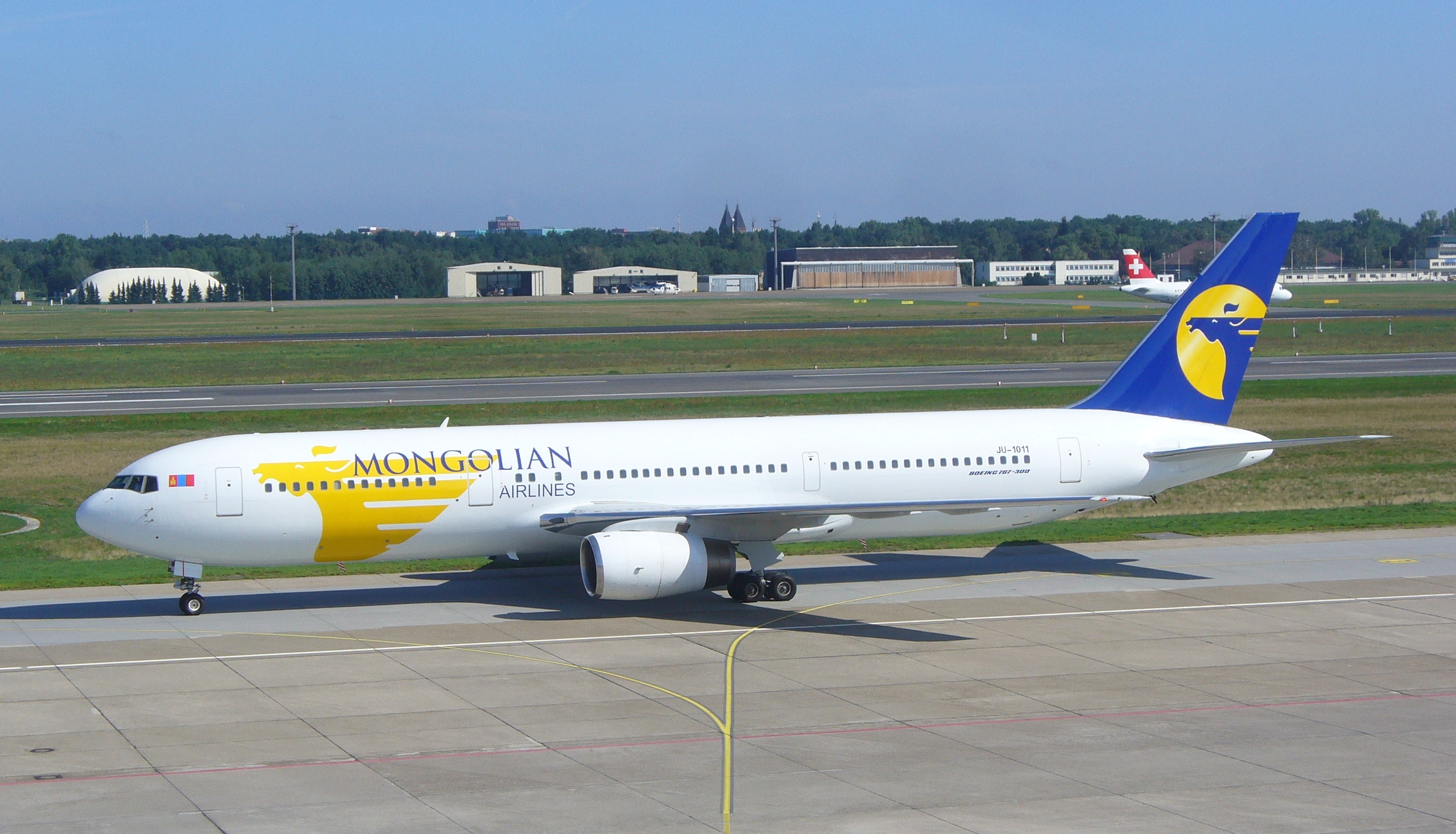
Boeing 767-300
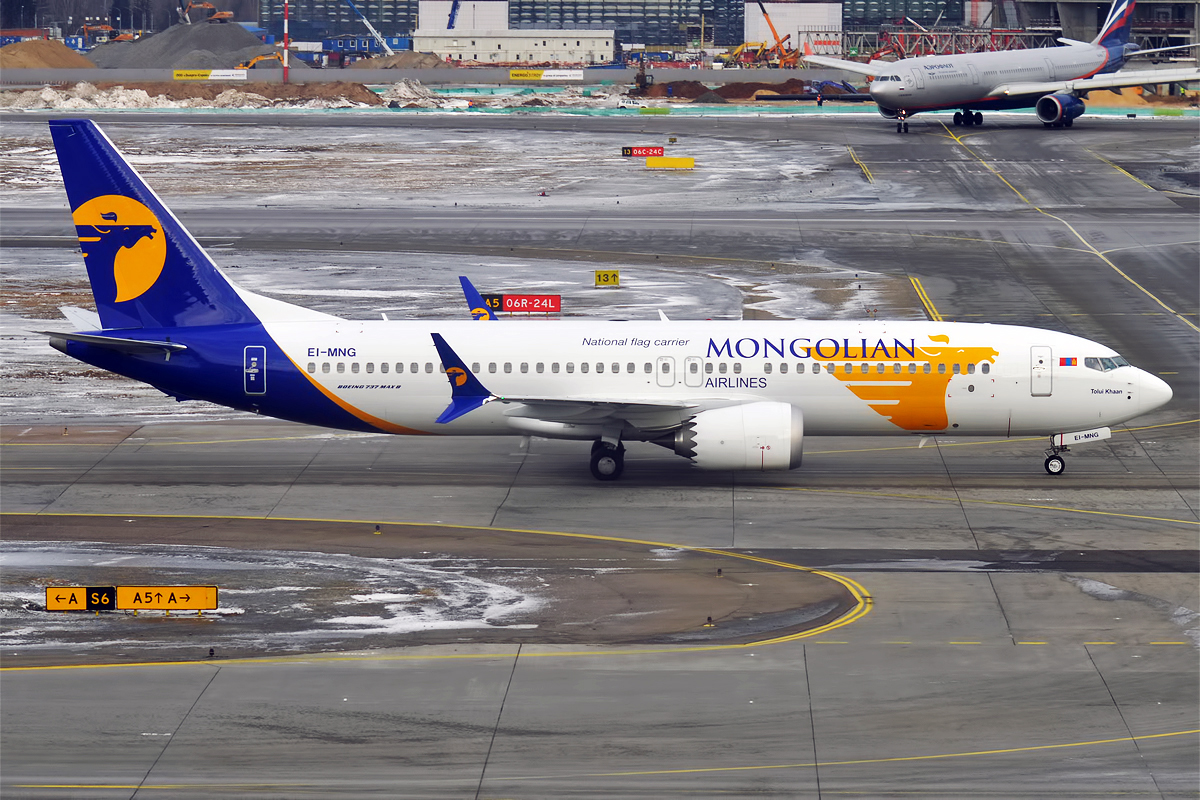
Boeing 737 MAX 8 в аэропорту Шереметьево

## Инциденты и авиакатастрофы
- 4 августа 1963 года Ил-14 врезался в гору Отгон-Тэнгэр в Монголии, погибли все на борту.
- 17 сентября 1973 года Ан-24 врезался в склон горы в аймаке Ховд при заходе на посадку, погибли все находившиеся на борту.
- 26 января 1990 года Ан-24 упал в аймаке Завхан ночью. Все 30 пассажиров и членов экипажа погибли.
- 23 апреля 1993 года Ан-26, вылетевший из Международного аэропорта Чингисхан, потерпел крушение при посадке в аэропорту города Улгий. Все 32 пассажира и члены экипажа погибли.
- 21 сентября 1995 года Ан-24 врезался в гору при заходе на посадку в аэропорт Мурэн. 36 из 37 пассажиров и все 6 членов экипажа погибли.
- 10 июня 1997 года, Харбин Y-12 разбился при посадке в аэропорту города Мандалговь. 7 из 12 пассажиров и членов экипажа погибли.
- 26 мая 1998 года, Харбин Y-12 врезался в гору вскоре после вылета из аэропорта Эрдэнэт. Все 28 пассажиров и членов экипажа погибли.[15]

## Кодшеринговые соглашения
- Аэрофлот (Skyteam)
- Cathay Pacific (Oneworld)
- Korean Air (Skyteam)